# 出生前診断
出生前診断（しゅっせいぜんしんだん、しゅっしょうまえしんだん）とは、胎児の診断を目的として、妊娠中に実施する一群の検査のこと。狭義には胎児の出生前遺伝子検査のことを指す。

## 広義の出生前診断
出生前診断の目的はいくつかある。妊娠の有無の診断、すなわち胎児が存在しているか、生存しているかの判断なども含まれる。胎児の位置（胎位）や向き（胎向）、あるいは胎児環境が危険なものでないか（たとえば前置胎盤や常位胎盤早期剥離など）の評価も重要で、これらは安全な妊娠分娩を迎えるために重要な情報となる。その時点における胎児の状態評価、すなわち生育状況と健康度、well-beingでいるかの判断は分娩進行時の評価として重要となる。

### 歴史
レントゲン撮影の実用化の直後から、妊婦の腹部を撮影して胎児の骨格を描出することは行われていた。1970年代に超音波断層法が医療現場に普及してからは、出生前診断において超音波検査がとても大きな役割を果たすようになった。胎児の形態と行動をリアルタイムに観察できるだけでなく、ドプラ法、Mモード法、カラーフローマッピング法といった技術の進歩によって、循環系、代謝系といった生体機能の評価も行われている。また現在では出生前に性別や、心血管系の奇形、脳神経系や消化管の奇形も診断できるようになった。

### 検査方法
最も一般的なものはエコー（超音波検査）や胎児心音測定である。

#### 胎児超音波検査
胎児超音波検査には、胎児の発育や胎盤、羊水量をみる一般検査、nuchal translucency（NT）などによりリスクを評価する検査、頭部や心などを調べる精密検査という3つのレベルがある。例えば妊娠12週で胎児の超音波像を描出するとする。通常の検査（一般検査）では心拍、胎動の有無や、胎齢確認のための頭臀長（CRL）を計測することが主な目的となる。もし胎児の腹部に臍帯ヘルニアを思わせる膨らみが観察されれば、生理的臍帯ヘルニアは妊娠10-11週くらいまでしか認められないという専門的な知識があって、初めてこの診断が可能になる。同じ時期の同じ超音波断層法を用いても、どのレベルまで診断しようとするか、発生学、遺伝学、超音波医学にどこまで専門的な知識をもっているかによって、「診断」の意義は大きく変わってくる。目的と性格の違う3つの検査が混同され一連のものとして行われているところに、胎児超音波検査の問題があると考えられる。超音波検査で胎児異常を診断する目的には以下の２つがある。一つには胎児に直接治療を行い、胎児を救命したり重篤な障害が残らないようにするためである。たとえば双胎間輸血症候群に対する胎児鏡下レーザー手術（FLP）や無心体双胎に対する超音波ガイド下ラジオ波焼灼術などが上げられる。二つ目としては分娩の方法を決めたり、児の出生後に治療の準備をするための目的である。上であげた臍帯ヘルニアなど多くの胎児奇形が対象となる。エコー（超音波検査）は、通常の妊婦検診で実施される。エコーで染色体異常の可能性が指摘された場合において、最終的に異常だった確率は実はわずか数%から30%程度とされ、精度は高くない。

## 狭義の出生前診断
狭義の出生前検査は、下記のような手法を用いて、胎児の遺伝子に異常が認められないか出生前に診断を行う遺伝子学的検査である。日本国内では、日本産科婦人科学会が指針を定め、日本医学会が施設を認定しており、2019年8月現在、92か所ある。2013年から2018年9月までに、認定施設で約6万5000件が実施された。

### 母体血細胞フリー胎児遺伝子検査
無侵襲的出生前遺伝学的検査・母体血細胞フリー胎児遺伝子検査・新型出生前診断などと呼ばれる。

## 賛否
出生前診断は、優生学的な論点があることから生命倫理学的な問題が指摘されている。医学の発達とともに、検査の精度が高まり出産前に胎児異常を発見できるケースが増えた。治療できる胎児異常については手術などで対応できるケースも増えているが、根治的な治療が出来ない21トリソミー、18トリソミー、13トリソミーの場合は、事前に診断された9割の妊婦が人工妊娠中絶を選択している。日本では1990年代に母体血清マーカー検査が急激に広まった際に、原則として妊婦には積極的に勧めたりしないようにとする声明を日本産婦人科学会が発表している。遺伝子疾患の知識をもった認定遺伝カウンセラーの不足など、医療環境の準備不足がその理由とされた。ただし、こういった胎児異常による中絶を違法としている国は少数であり、殆どの国は許容している。ブラジルやエルサルバドル、モロッコでは、どのような異常があろうとも胎児異常を理由として妊娠中絶は違法であり、妊婦は出産を強いられる。最近までブラジルでは生存の可能性のない無脳児と診断されても中絶されることは許されなかった。
一方で、イギリスでは2004年より、全ての妊婦に対して母体血清マーカー検査が実施されるようになり、国家戦略として胎児の遺伝子異常の早期発見に努めている。アメリカ医師会も、高齢な妊婦に限らず全ての妊婦に検査を推奨するなど前向きの動きを示す国々もある。